# No I.D.
Ернест Діон Вілсон (англ. Ernest Dion Wilson; нар. 23 червня 1971), професійно відомий як No I.D. (раніше Immenslope) — американський музичний продюсер з Чикаго, штат Іллінойс. Він також є діджеєм, музичним аранжувальником і репером, випустив альбом Accept Your Own and Be Yourself (The Black Album) у 1997 році на Relativity Records. З тих пір він став дуже затребуваним і відомим продюсером, продюсуючи такі хіти, як «Smile» від G-Unit, «Outta My System» і «Let Me Hold You» від Bow Wow, «Heartless» Каньє Веста, «D.O.A.» Jay-Z, «My Last» Біг Шона та «New Light» Джона Меєра.

## Кар'єра
У 1996 році Вілсон випустив альбом Accept Your Own and Be Yourself (The Black Album) під псевдонімом No I.D.. Псевдонім No I.D. це гра із зворотним написанням його імені при народженні, Діон. Він також випустив збірку інструменталів під назвою Invisible Beats. Він, можливо, найбільш відомий своєю ранньою роботою з чиказьким репером Common. Його вважають «хрещеним батьком чиказького хіп-хопу». No I.D. також познайомив тоді ще нікому не відомого чиказького репера Каньє Веста з хіп-хоп продакшном, запрошуючи його на свої сесії з Коммоном. Він також познайомив Каньє з давнім другом на ім’я Кямбо «Hip Hop» Джошуа, який був A&R для Roc-A-Fella Records, який зрештою підписав Веста на свій імпринт Hip Hop Since 1978, що поклало початок кар’єрі Каньє Веста як артиста. Каньє Вест називає Вілсона своїм наставником у пісні «Last Call» — останньому треку його дебютного альбому The College Dropout 2004 року, який отримав високу оцінку. Каньє також посилався на наставництво No I.D. у таких піснях, як «Big Brother» і «Made in America». Колись Вілсон був президентом звукозаписної компанії Каньє Веста GOOD Music, і хоча він пішов у відставку з цієї посади, він залишився за контрактом як штатний продюсер. 
У червні 2011 року No I.D. оголосив, що створив супергрупу Cocaine 80s разом із Common та кількома іншими артистами. У серпні 2011 року віе став виконавчим віце-президентом A&R для Def Jam Recordings, а згодом заснував власний звукозаписний лейбл ARTium Recordings, підписавши таких виконавців, як Jhené Aiko, Vince Staples і Snoh Aalegra. Зараз він є виконавчим віце-президентом Capitol Music Group.
30 червня 2017 року No I.D. був призначений основним продюсером нового альбому Jay-Z 4:44, випущеного через Tidal. Альбом отриав широке визнання музичних критиків. 4:44 був останнім внеском у широких професійних стосунках Вілсоном і Джей Зі, оскільки No I.D. створив більше треків для Джея, ніж будь-хто інший, крім Just Blaze і Timbaland.

## Дискографія
Студійні альбоми
- Accept Your Own and Be Yourself (The Black Album) (1997)
- The Sampler, vol. 1 (з Dug Infinite) (2002)